# Ажда Пеккан
Айше Ажда Пеккан (тур. Ayşe Ajda Pekkan; нар.. 12 лютого 1946, Стамбул) — турецька поп-співачка і актриса, одна з найпопулярніших співачок країни. Випустила понад 20 альбомів накладом більше 30 мільйонів копій. Як актриса зіграла близько 50 ролей.

## Біографія
Народилася в сім'ї офіцера турецьких ВПС і домогосподарки. Провела дитинство на військово-морській базі Шакір. Закінчила елітний французький ліцей для дівчаток в Стамбулі. Вже з дитинства мріяла стати співачкою.
З 16 років стала виступати у відомому стамбульському клубі «Cati» з ансамблем Los Catikos. У 1963 році перемогла у конкурсі журналу «Ses Magazine» і отримала першу роль в кіно. В 1964 році була випущена перша пісня «Goz Goz Degdi Bana», наступного року — перший міньйон. У 1966—1970 роках виступала в дуеті з Зеки Мюреном. З успіхом виступала на музичних фестивалях в Афінах і Барселоні.
У 1970 році підписала контракт із звукозаписувальною фірмою Philips. У 1976 році співачка виступила в паризькій «Олімпії», заспівавши кілька пісень дуетом з Енріко Масіасом. У 1977 році з успіхом брала участь у музичному фестивалі Yamaha в Токіо. Того ж року вийшов диск «Superstar», що поклав початок серії однойменних альбомів.

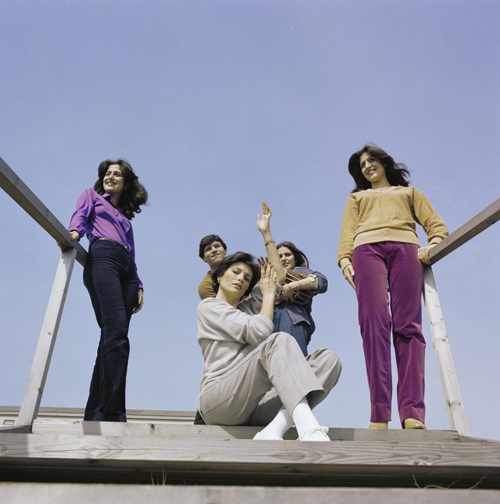
Ажда Пеккан і її група. Фотосесія для конкурсу пісні «Євробачення-1980»

19 квітня 1980 року представляла Туреччину на конкурсі Євробачення в Нідерландах з піснею «Pet'a r Oil» і виборола 15-е місце. Потім вона вирішила зробити перерву в концертній діяльності і поїхала на рік у США, де записала альбом турецьких народних пісень в джазовій обробці «Sen Mutlu Ol».
У 1980-1990-ті роки випустила кілька пластинок, записаних разом з кумирами турецької молоді тих років. Що вийшов в 1998 році збірка кращих пісень співачки був проданий більш ніж мільйонним тиражем, випущений в 2000 році збірник «Diva», поряд зі старими хітами, включав і нові пісні. З програмою «Diva» Ажда Пеккан провела серію успішних концертів сезону 2001—2002 років у Туреччині, Австрії, Німеччині, Бельгії, Італії, Франції, Швеції, Монако, Азербайджані, Канаді та багатьох інших країнах. Заплановане турне по містах США було скасовано через теракти в Нью-Йорку.
У червні 2006 року Пеккан випустила диск «Cool Kadin», що розійшовся в Туреччині тиражем в 600 000 копій, ще близько 200 000 копій було продано в інших країнах. У липні 2008 року вийшов альбом «Aynen Oyle».
У грудні 2009 року Пеккан виступила на території США, де до того її концерти постійно скасовувалися. Пеккан за повного аншлагу дала концерти в Нью-Йорку, Вашингтоні, Чикаго і Лос-Анджелесі.
У липні 2011 року альбом «Farkın Bu». За перший місяць було продано понад 125 тис. копій альбому. 12 серпня 2013 року вийшов новий сингл «Ara Sıcak».
За свою кар'єру вона записала пісні на дев'яти мовах. Крім турецького, знає також англійська, болгарська, французька, азербайджанський та італійську мови.
13 січня 2018 року Ажда Пеккан виступила з сольним концертом в Баку, Азербайджан.

## Дискографія

### Альбоми
- Ajda Pekkan (1968)[5]
- Fecri Ebcioglu Sunar (1969)
- Ajda Pekkan Vol III (1972)
- Ajda (1975)
- La Fete A L'olympia (1976)
- Süperstar (1977)
- Pour Lui (1978)
- Süperstar II (1979)
- Sen Mutlu Ol (1981)
- Sevdim Seni (1982)
- Süperstar III (1983)
- Ajda Pekkan — Beş Yıl Önce On Yıl Sonra (1984)
- Süperstar IV (1987)
- Ajda 1990 (1990)
- Seni Seçtim (1991)
- Ajda '93 (1993)
- Ajda Pekkan (1996)
- The Best of Ajda (1998)[6]
- Diva (2000)
- Cool Kadin (2006)
- Aynen Oyle (2008)[7]
- Farkın Bu (2011)
- Yakarım Canını — EP (2015)[8]

### Сингли
- Abidik Gubidik Twist (1964)
- Her Yerde Kar Var (1965)
- Moda Yolunda (1966)
- Seviyorum (1966)
- Iki Yabancı (1967)
- Dönmem Sana (1967)
- Oyalama Beni (1967)
- Aşk Oyunu (1967)
- Boşvermiştim Dünyaya (1967)
- Dünya Dönüyor (1968)
- Kimdir Bu Sevgili (1968)
- Özleyiş (1968)
- Boş Sokak (1968)
- Ne Tadı Var Bu Dünyanın (1969)
- Iki Yüzlü Aşk (1969)
- Durdurun şu Zamanı (1969)
- Ben Bir Köylü Kızıyım (1969)
- Son Arzu (1969)
- Ay Dogarken (1969)
- Sensiz Yıllarda (1970)
- Yagmur (1970)
- Gençlik Yılları (1971)
- Yalnızlıktan Bezdim (1971)
- Sen Bir Yana Dünya Bir Yana (1971)
- Olanlar Oldu Bana (1972)
- Dert Bende (1972)
- Kaderimin Oyunu (1973)
- Tanrı Misafiri (1973)
- Seninleyim (1973)
- Nasılsın Iyi misin (1974)
- Sana Neler Edecegim (1974)
- Hoşgör Sen (1975)
- Al Beni (1975)
- Ne Varsa Bende Var (1976)
- Je T apprendrai l'amour (1976)
- Gözünaydın (1976)
- Viens Dans Ma Vie (1977)
- Aglama Yarim (1977)
- A Mes Amours (1977)
- Ya Sonra (1978)
- Pet'a r Oil / Loving On Petrol (1980)
- Diva (2000)
- Sen Iste (2003)
- Cool Kadin (2006)
- Vitrin (2006)
- Amazon (2007)
- Aynen Öyle (2008)
- Resim (2009)
- Ara Sıcak (feat. Ozan Çolakoğlu) (2013)[9]
- Ayrılık Ateşi (feat. Volga Tamöz) (2016)[10]
- Düşman mısın Aşık mı? (feat. Bahadır Tatlıöz) (2017)[11]